# Pápai Joci

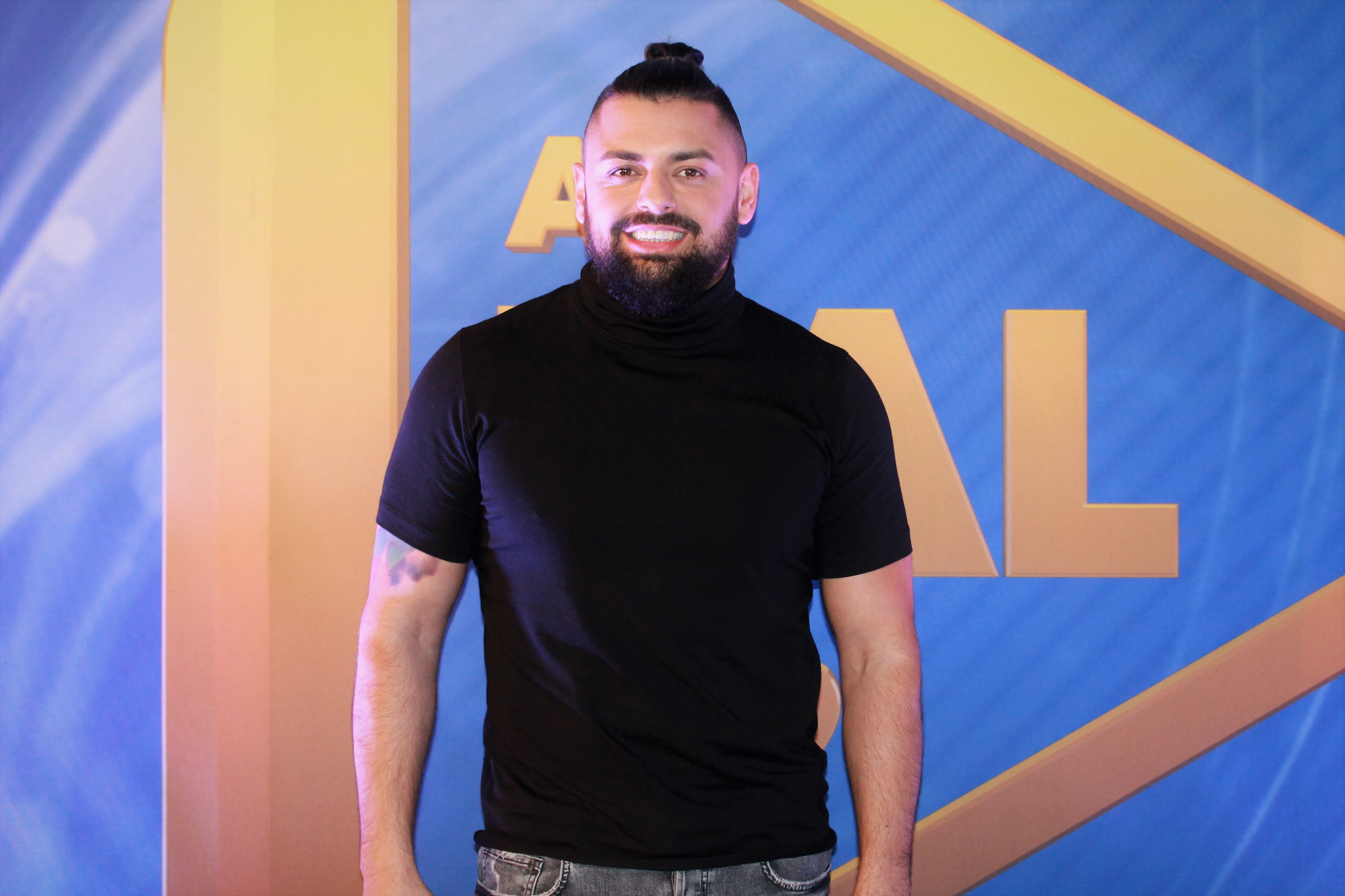
Pápai Joci A Dal 2019-ben

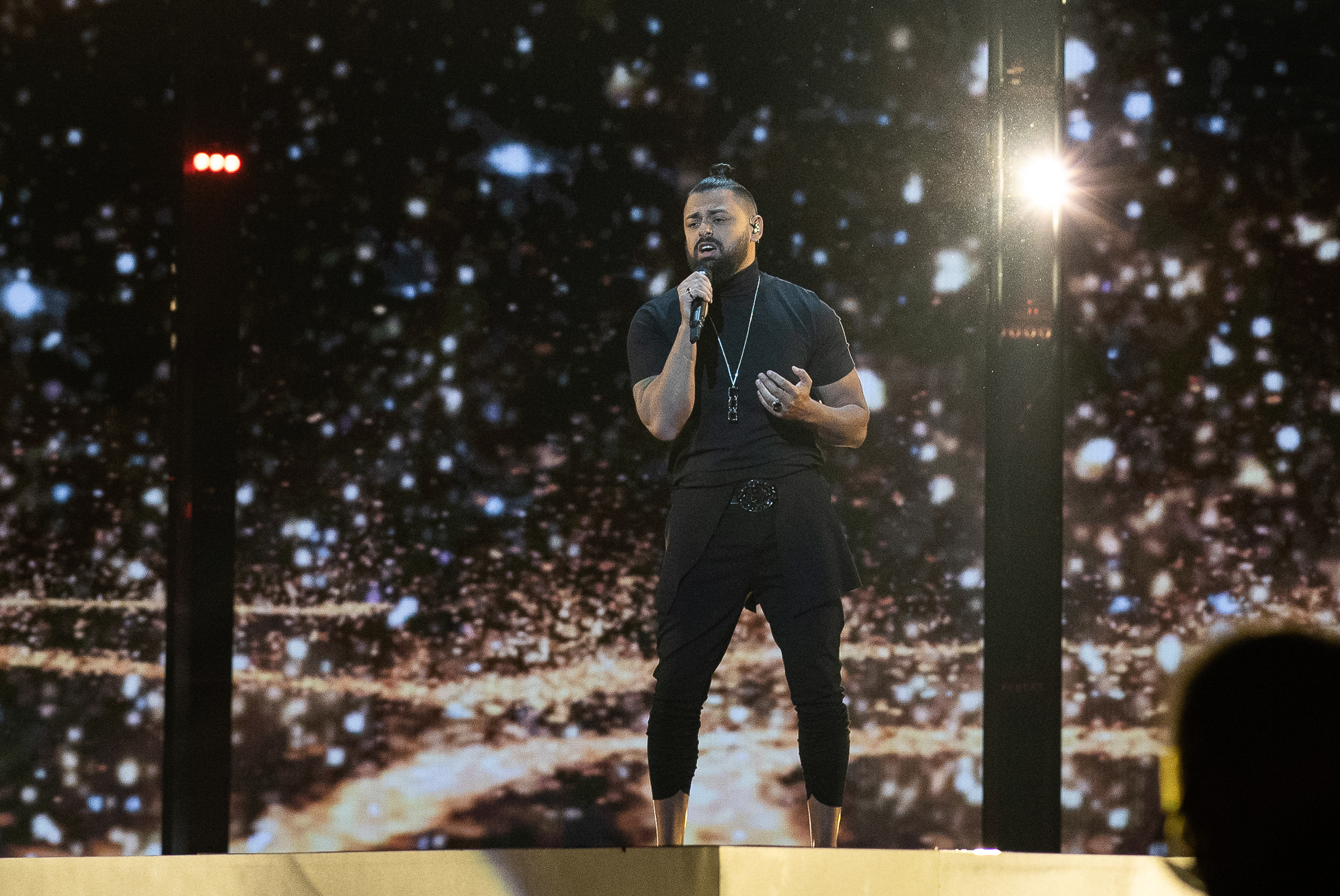
Pápai József a 2019-es Eurovíziós Dalfesztiválon

Pápai József vagy közismert nevén Pápai Joci (Tata, 1981. szeptember 22. –) Balázs János-díjas roma származású magyar énekes, a 2017-es és a 2019-es Eurovíziós Dalfesztivál magyarországi előválogatójának győztese, a 2017-es Eurovíziós Dalfesztivál nyolcadik helyezettje, 2024-től az RTL műsorvezetője.

## Életpályája
Az előadó a zenével már korán kapcsolatba került, mivel bátyja hatására már 4 évesen elkezdett gitározni, dalokat írni. Fejlődése során hatással volt rá a 60-as, 70-es évek zenéje, a rock, a pop, soul, R&B zenei stílus.
A nagyközönség előtt először 2005-ben mutatkozott be a TV2 Megasztár című tehetségkutató műsorának második évadában. A műsorban a vigaszágas körig jutott, ahova a Blikk olvasói szavazták be. A tehetségkutató után önálló nagylemezzel debütált.
Első nagy sikere a Ne nézz így rám című dal volt. 2006-tól számos közös felvételben (Nélküled, Nekem ez jár) közreműködött Majka oldalán, de a legnagyobb sikert 2015-ben megjelent Mikor a test örexik című dal aratta. Joci ezután egy újabb önálló dallal jelentkezett, amit Caramellel és Szabó Zével közösen alkottak Elrejtett világ címen. Legutóbb szintén Majkával közösen jelentkeztek egy könnyed pop-funk dallal, melynek címe Senki más volt.
2016. december 8-án bejelentették, hogy a Duna eurovíziós dalválasztó műsorába, A Dal 2017-be bejutott az Origo című dala, melyet saját maga adott elő. Először 2017. február 4-én, a nemzeti dalválasztó harmadik válogatójában lépett színpadra, ahol a zsűri és a nézők szavazatai alapján a második helyen végzett, és továbbjutott az elődöntőbe. 2017. február 10-én, A Dal első elődöntőjéből a zsűri és a nézők szavazatai alapján 45 ponttal az első helyen végzett, és továbbjutott a műsor döntőjébe. Február 18-án a döntőben a nézőktől ő kapta a legtöbb szavazatot, így az ő dala képviselhette Magyarországot május 9-e és 13-a között Kijevben, az Eurovíziós Dalfesztiválon. Az Eurovíziós Dalfesztiválon a magyar huszárhagyományt felelevenítő öltözetét Schilling Kolos tervezte.
2017. május 11-én a 62. Eurovíziós Dalfesztivál második elődöntőjében Pápai Joci a szavazatok és a nemzetközi zsűrik pontjai alapján bekerült a május 13-án megrendezett döntőbe, ahol nyolcadikként lépett színpadra. A szakmai zsűriktől és a közönségtől összesen 200 pontot szerzett, és a 8. helyen végzett.
A TV2 Sztárban sztár című műsorának ötödik évadjában a harmadik helyen végzett.
2018. december 3-án bejelentették, hogy újra bejutott a Duna eurovíziós dalválasztó műsorába, A Dal 2019-be, Az én apám című dalával, melyet saját maga szerzett Caramellel közösen. A műsor magyarországi története során ő lett az első előadó, aki másodszor is meg tudta nyerni a válogatót, így ő képviselhette Magyarországot a 64. Eurovíziós Dalfesztiválon, Tel-Avivban, ahol azonban már nem sikerült még egyszer bejutnia a döntőbe. Jelenleg ő az utolsó előadó, aki Magyarország színeiben fellépett a dalfesztiválon, mivel Magyarország 2020-tól nem vesz részt a versenyben.
2023 decemberében bejelentették, hogy távozik a TV2-től és a következő év második felétől az RTL-en lesz látható. 2024-ben az RTL Kalandra fal! című műsorát vezeti Majkával, továbbá az X-Faktor 12. évadában Miller Dávid műsorvezetőtársa.

## Elismerések
- Balázs János-díj (2024)

## Dalai
- Ne nézz így rám (2005)
- Nélküled (Majkával és Tysonnal közösen)
- Rabolj el (2011)
- Szoríts magadhoz (2011)
- Hanna (2012)
- Nekem ez jár (2013) (Majkával, Curtis-szel és BLR-rel közösen)
- Mikor a test örexik (2015) (Majkával közösen)
- Elrejtett világ (2015) (Caramellel és Szabó Zével közösen)
- Senki más (2016) (Majkával közösen)
- Origo (2016) – A 2017-es Eurovíziós Dalfesztivál nyolcadik helyezettje
- Özönvíz (2017)
- Távol (2017)
- Látomás (2018)
- Kirakós (2018)
- Az én apám (2018) – A 2019-es Eurovíziós Dalfesztivál elődöntőse
- Hova tűnt? (2019)
- Dobd el ami fáj (2019)
- Indulj hát (2021)
- Meg volt írva (2022)
- Barokk (2022) (Majkával közösen)

## Műsorai
| Év         | Műsor címe              | Tévécsatorna  | Szerepkör |
| ---------- | ----------------------- | ------------- | --------- |
| 2017, 2019 | A Dal                   | versenyző     | Duna      |
| 2017, 2019 | Eurovíziós Dalfesztivál | versenyző     | Duna      |
| 2017       | Sztárban sztár          | versenyző     | TV2       |
| 2018       | A Nagy Duett            | zsűritag      | TV2       |
| 2019-2023  | Sztárban sztár leszek!  | mester        | TV2       |
| 2020       | Nicsak, ki vagyok?      | zsűritag      | TV2       |
| 2023       | Zsákbamacska            | műsorvezető   | TV2       |
| 2024       | Álarcos Énekes          | vendégnyomozó | RTL       |
| 2024       | Kalandra fal!           | műsorvezető   | RTL       |
| 2024–      | X-Faktor                | műsorvezető   | RTL       |